# Sean Bowers
Sean Bowers (San Diego, 12 agosto 1968) è un ex calciatore ed ex giocatore di calcio a 5 statunitense.

## Carriera
Come massimo riconoscimento in carriera vanta la partecipazione, con la nazionale maschile di calcio a 5 degli Stati Uniti d'America, a due edizioni della Coppa del Mondo: nel 1996 la selezione nordamericana è stata eliminata nel girone del primo turno comprendente Italia, Uruguay e Malaysia; nel 2004 è giunta al secondo turno, mancando la qualificazione alle semifinali.